# Шрисхајм
Шрисхајм (њем. Schriesheim) град је у њемачкој савезној држави Баден-Виртемберг. Једно је од 54 општинска средишта округа Рајн-Некар. Према процјени из 2010. у граду је живјело 14.834 становника. Посједује регионалну шифру (AGS) 8226082.

## Географски и демографски подаци
Шрисхајм се налази у савезној држави Баден-Виртемберг у округу Рајн-Некар. Град се налази на надморској висини од 121 метра. Површина општине износи 31,6 km². У самом граду је, према процјени из 2010. године, живјело 14.834 становника. Просјечна густина становништва износи 469 становника/km².